# Jacob Stallings
Jacob Daniel Stallings (Lawrence, Kansas, 22 de diciembre de 1989), más conocido como Jacob Stallings, es un jugador profesional estadounidense de béisbol que se desempeña en la posición de cácher en Colorado Rockies, equipo de las Grandes Ligas de Béisbol (MLB). Logró obtener un Guante de Oro.

## Carrera
Stallings jugó como profesional seis temporadas en Pittsburgh Pirates (2016-2021), después pasó a Miami Marlins (2022-2023), luego a Colorado Rockies, donde lleva jugando una temporada.

## Premios
Fue galardonado con el Guante de Oro en una oportunidad (2021).